# 62. ročník udílení cen Emmy
62. ročník udílení cen Emmy, oceňující nejlepší počiny americké televizního vysílání v období od 1. června 2009 do 31. května 2010, se konal dne 29. srpna 2010 v Nokia Theatre v Los Angeles. Přímý přenos vysílala televizní stanice Fox. Předávání uváděl komik a moderátor Jimmy Fallon.

## Vítězové a nominovaní
Vítězi jsou uvedeni jako první a vyznačeni tučně.

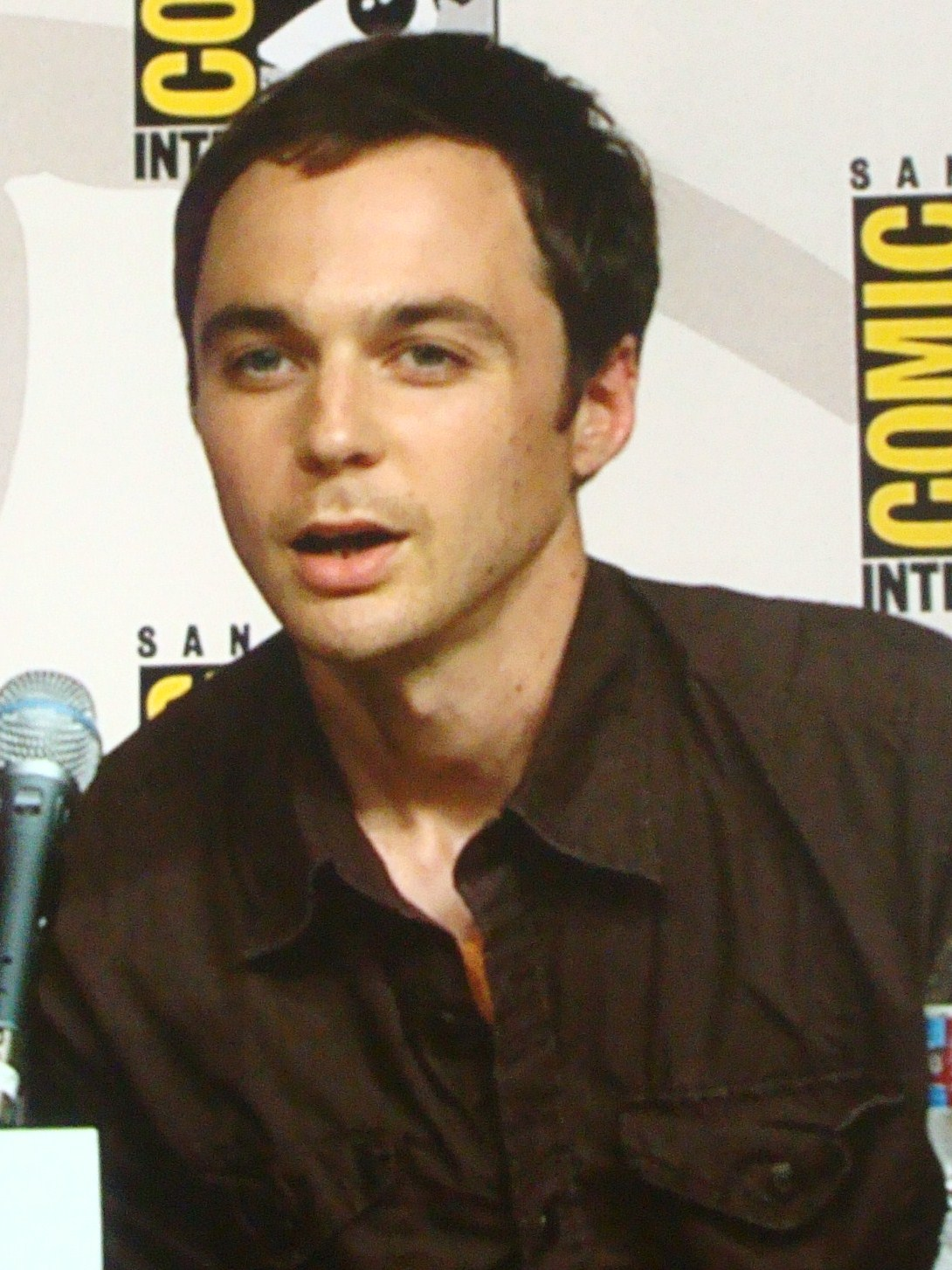
Jim Parsons, nejlepší komediální herec

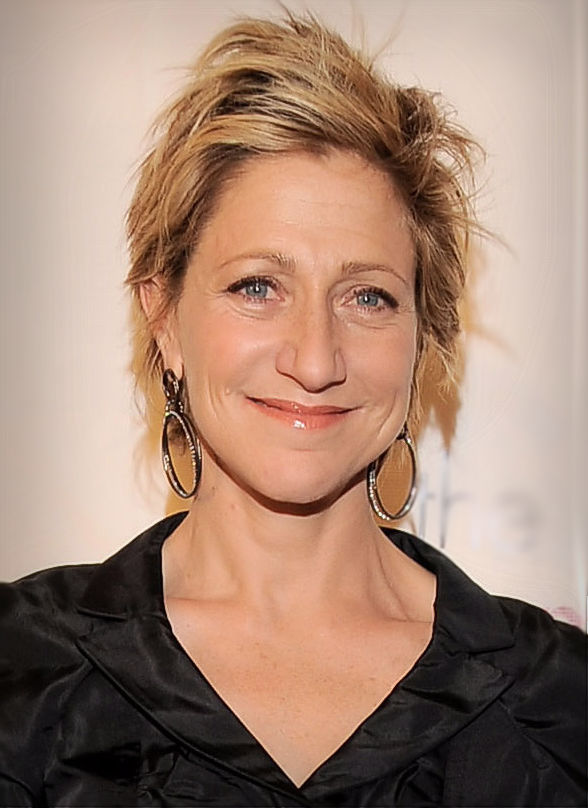
Edie Falco, nejlepší komediální herečka

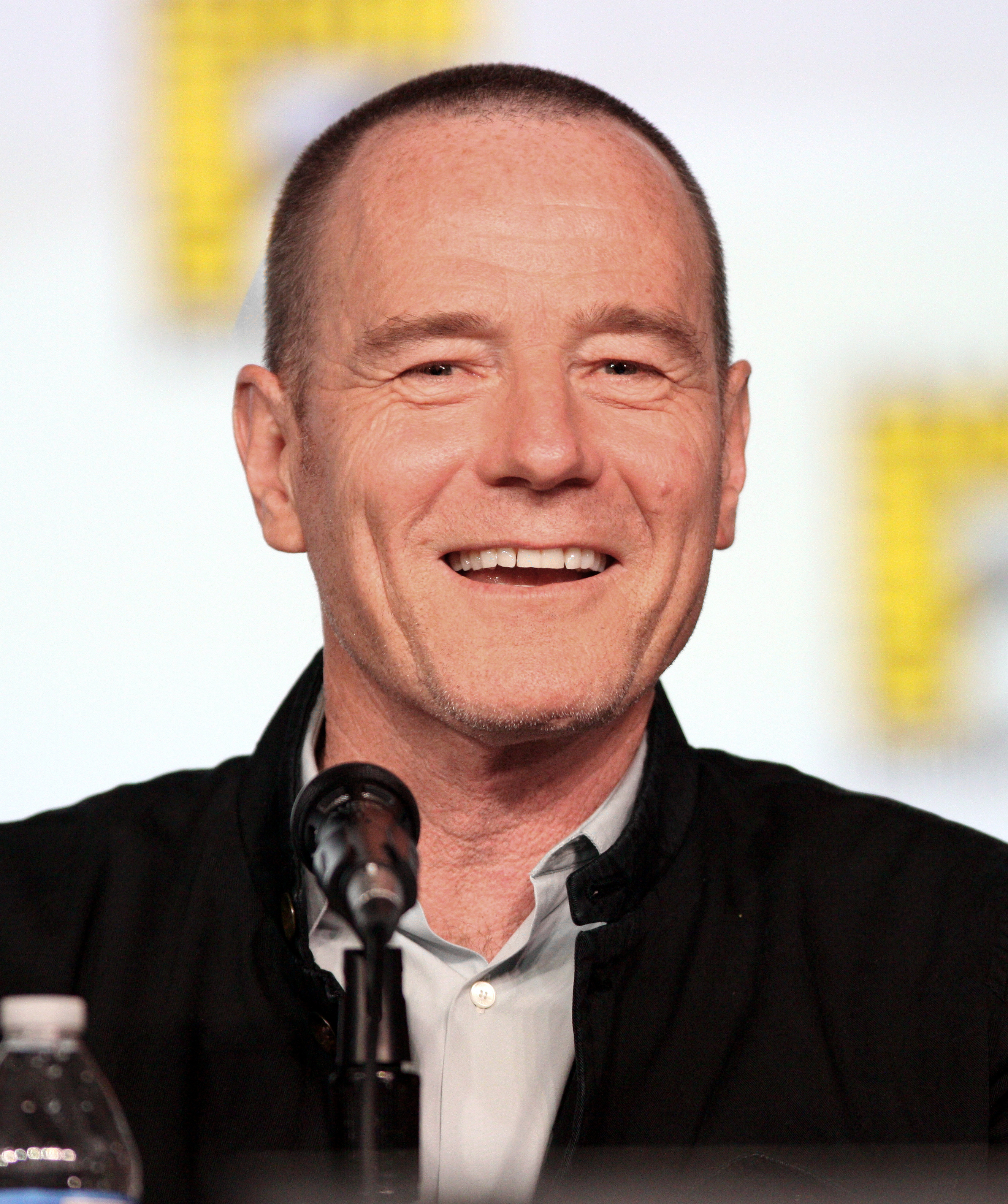
Bryan Cranston, nejlepší dramatický herec

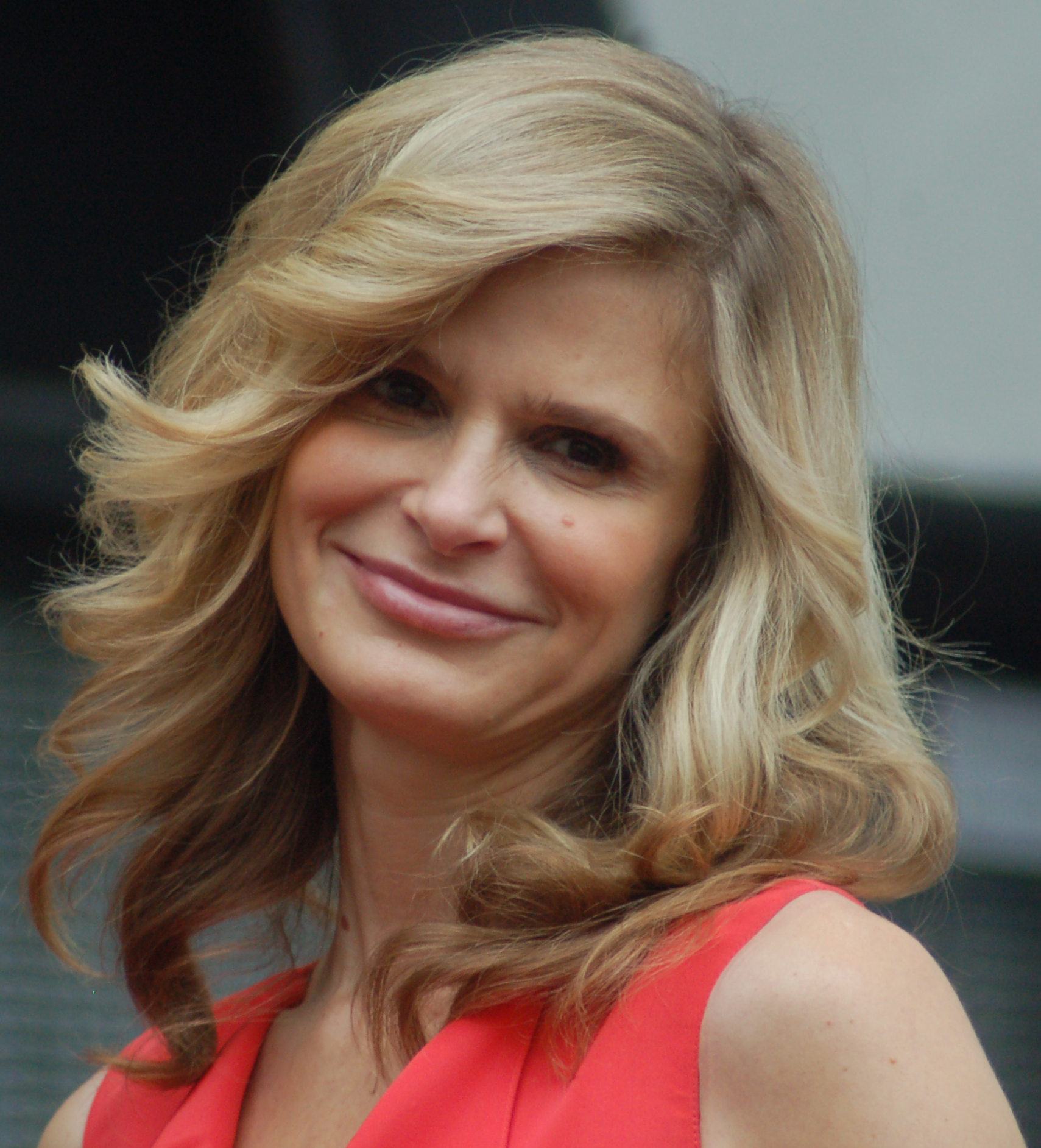
Kyra Sedgwick, nejlepší dramatická herečka

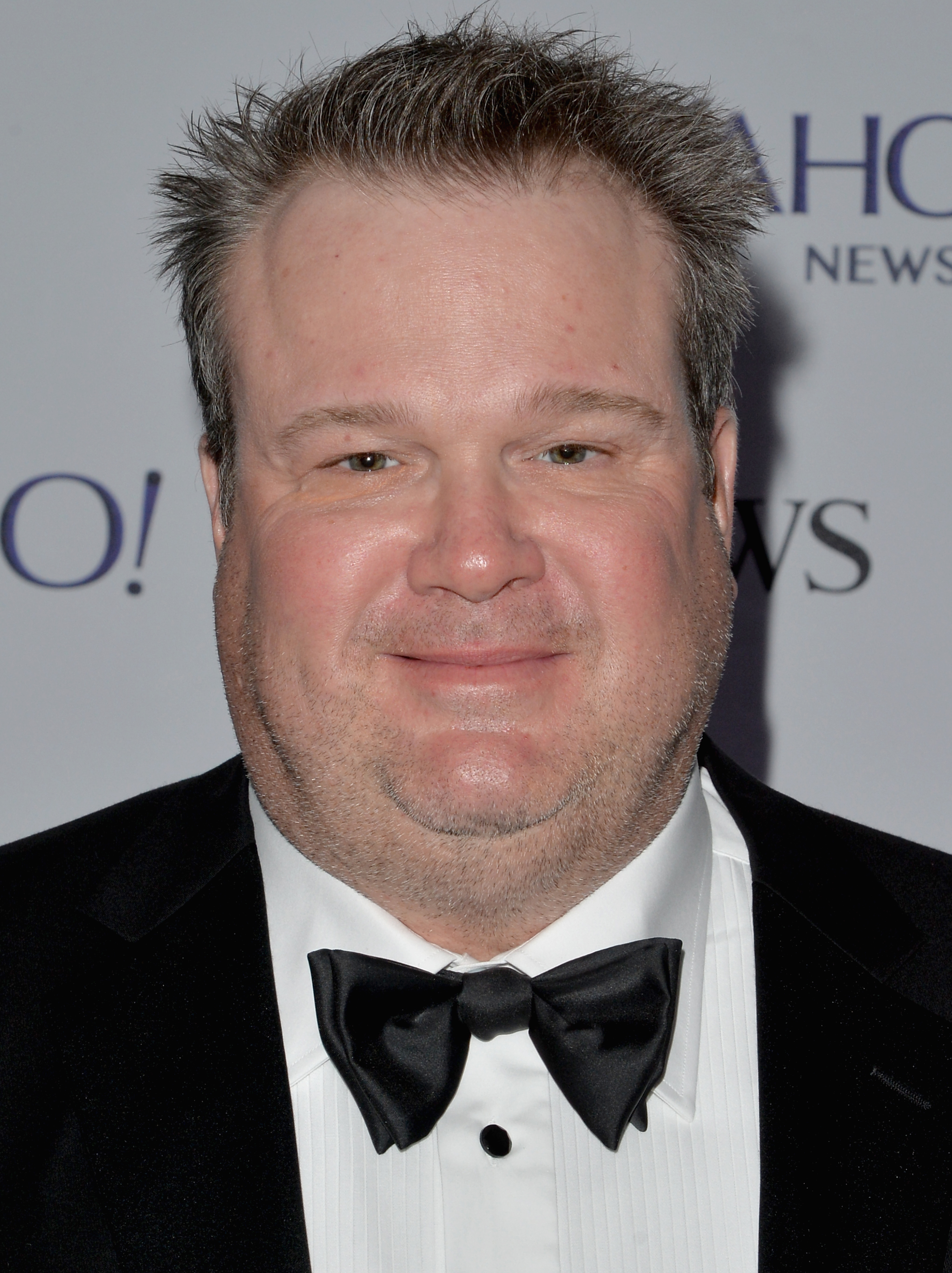
Eric Stonestreet, nejlepší komediální herec ve vedlejší roli

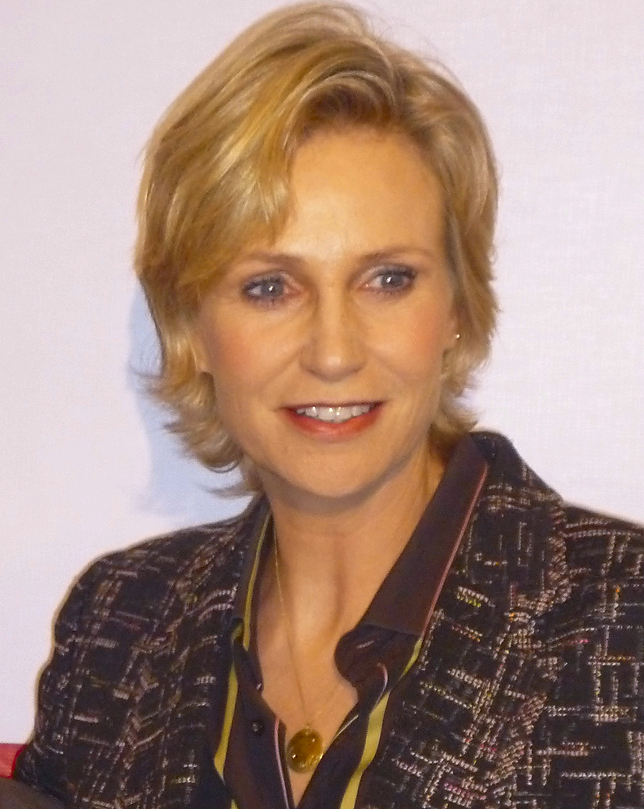
Jane Lynch, nejlepší komediální herečka ve vedlejší roli

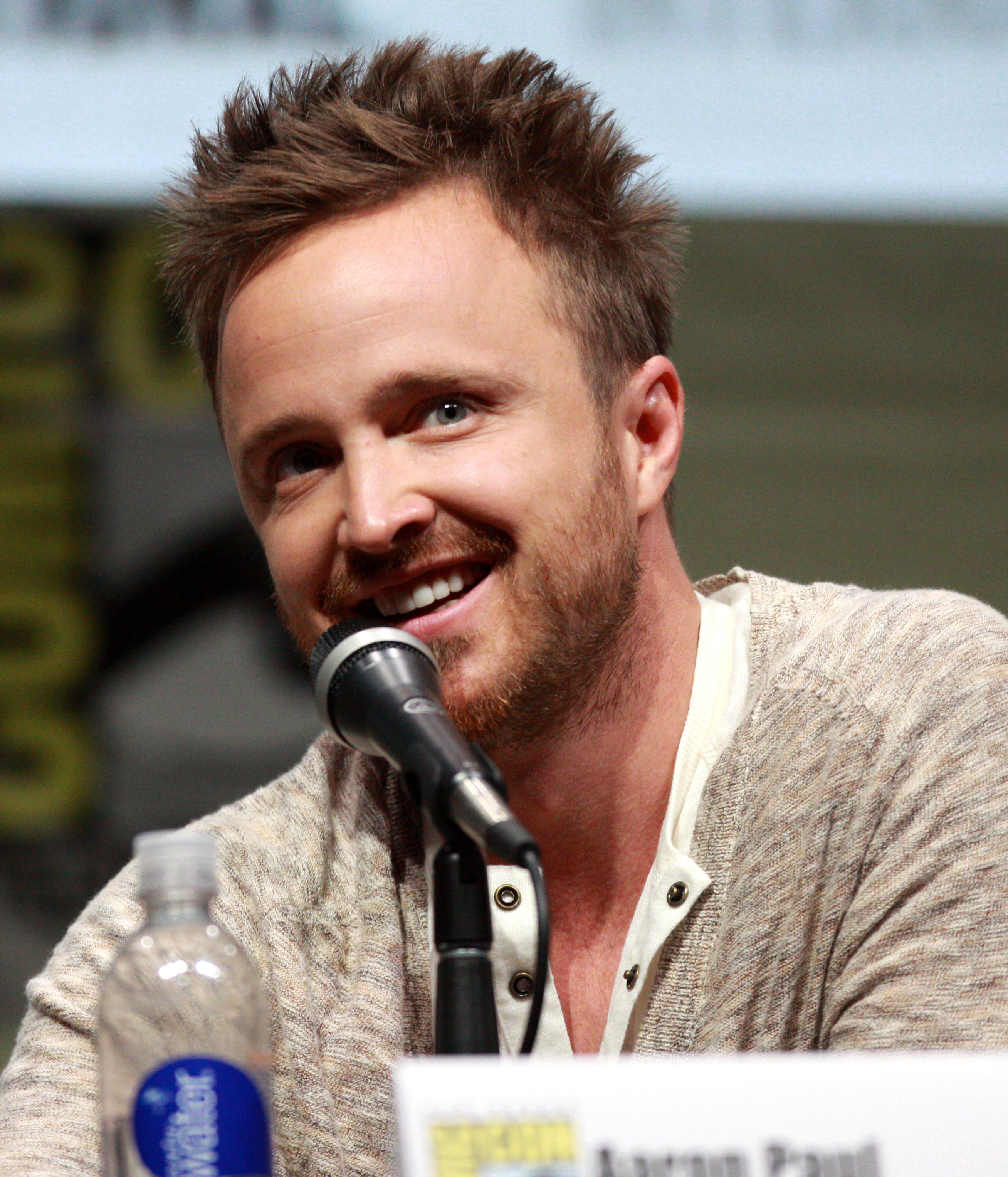
Aaron Paul, nejlepší dramatický herec ve vedlejší roli

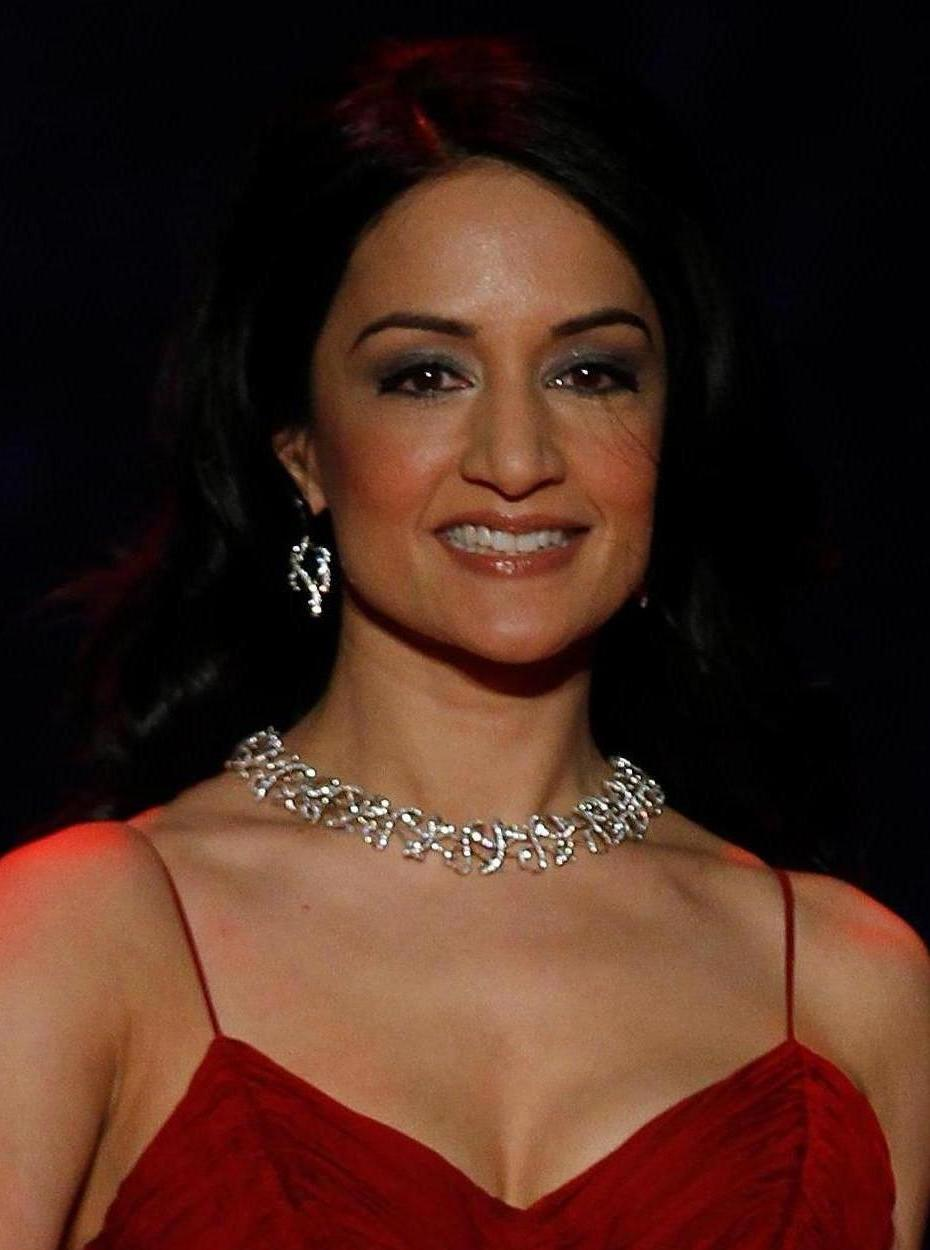
Archie Panjabi, nejlepší dramatická herečka ve vedlejší roli

### Pořady
| Nejlepší komediální seriál | Nejlepší dramatický seriál |
| --- | --- |
| - Taková moderní rodinka (ABC) - Studio 30 Rock (NBC) - Larry, kroť se (HBO) - Glee (Fox) - Sestřička Jackie (Showtime) - Kancl (NBC)                                                              | - Šílenci z Manhattanu (AMC) - Perníkový táta (AMC) - Dexter (Showtime) - Dobrá manželka (CBS) - Ztraceni (ABC) - Pravá krev (HBO) |
| Nejlepší zábavný pořad | Nejlepší zábavný speciál |
| - The Daily Show with Jon Stewart (Comedy Central) - The Colbert Report (Comedy Central) - Real Time with Bill Maher (HBO) - Saturday Night Live (NBC) - The Tonight Show with Conan O’Brien (NBC) | - The Kennedy Center Honors (CBS) - The 25th Anniversary Rock And Roll Hall of Fame Concert (HBO) - Bill Maher: But I’m Not Wrong (HBO) - Hope for Haiti Now (MTV) - Robin Williams: Weapons of Self Destruction (HBO) - Wanda Sykes: I’ma Be Me (HBO) |
| Nejlepší televizní film | Nejlepší minisérie |
| - Temple Grandinová (HBO) - Finální hra (PBS) - Georgia O'Keeffeová (Lifetime) - Dobytí Měsíce (History) - Zvláštní vztahy (HBO) - Doktor Smrt (HBO)                                               | - The Pacific (HBO) - Return to Cranford (PBS) |
| Nejlepší soutěžní pořad | |
| - Top Chef (Bravo - The Amazing Race (CBS) - American Idol (Fox) - Dancing with the Stars (ABC) - Heidi Kum: svět modelingu (Lifetime)                                                             | |

### Herectví

#### Hlavní role
| Nejlepší herec v komediálním seriálu | Nejlepší herečka v komediálním seriálu |
| --- | --- |
| - Jim Parsons jako Sheldon Cooper v seriálu Teorie velkého třesku (Epizoda: „The Pants Alternative") (CBS) - Alec Baldwin jako Jack Donaghy v seriálu Studio 30 Rock (Epizoda: „Don Geiss, America, and Hope") (NBC) - Steve Carell jako Michael Scott v seriálu Kancl (Epizoda: „The Cover-Up") (NBC) - Larry David jako on sám v seriálu Larry, kroť se (Epizoda: „Seinfeld") (HBO) - Matthew Morrison jako Will Schuester v seriálu Glee (Epizoda: „Mash-Up") (Fox) - Tony Shalhoub jako Adrian Monk v seriálu Můj přítel Monk (Epizoda: „Mr. Monk and the End") (USA)    | - Edie Falco jako sestřička Jackie Peyton v seriálu Sestřička Jackie (Epizoda: „Pilot") (Showtime) - Toni Collette jako Tara Gregson v seriálu Tara a její svět (Epizoda: „Tornado!") (Showtime) - Tina Fey jako Liz Lemon v seriálu Studio 30 Rock (Epizoda: „Dealbreakers Talk Show #0001") (NBC) - Julia Louis-Dreyfus jako Christine Campbell v seriálu Nové trable staré Christine (Epizoda: „I Love What You Do for Me") (CBS) - Lea Michele jako Rachel Berry v seriálu Glee (Epizoda: „Sectionals") (Fox) - Amy Poehlerová jako Leslie Knope v seriálu Parks and Recreation (Epizoda: „Telethon") (NBC)                                                            |
| Nejlepší herec v dramatickém seriálu | Nejlepší herečka v dramatickém seriálu |
| - Bryan Cranston jako Walter White v seriálu Perníkový táta (Epizoda: „Full Measure") (AMC) - Kyle Chandler jako Eric Taylor v seriálu Světla páteční noci (Epizoda: „East of Dillon") (NBC / The 101 Network) - Matthew Fox jako Jack Shephard v seriálu Ztraceni (Epizoda: „\|The End") (ABC) - Michael C. Hall jako Dexter Morgan v seriálu Dexter (Epizoda: „The Getaway") (Showtime) - Jon Hamm jako Don Draper v seriálu Šílenci z Manhattanu (Epizoda: „The Gypsy and the Hobo") (AMC) - Hugh Laurie jako Gregory House v seriálu Dr. House (Epizoda: „Broken") (Fox) | - Kyra Sedgwick jako Brenda Leigh Johnson v seriálu Closer (Epizoda: „Maternal Instincts") (TNT) - Connie Britton jako Tami Taylor v seriálu Světla páteční noci (Epizoda: „After the Fall") (NBC / The 101 Network) - Glenn Close jako Patty Hewes v seriálu Patty Hewes - nebezpečná advokátka (Epizoda: „Your Secrets Are Safe") (FX) - Mariska Hargitay jako Olivia Benson v seriálu Zákon a pořádek: Útvar pro zvláštní oběti (Epizoda: „Perverted") (NBC) - January Jones jako Betty Draper v seriálu Šílenci z Manhattanu (Epizoda: „The Gypsy and the Hobo") (AMC) - Julianna Margulies jako Alicia Florrick v seriálu Dobrá manželka (Epizoda: „Threesome") (CBS) |
| Nejlepší herec v minisérii nebo televizním filmu | Nejlepší herečka v minisérii nebo televizním filmu |
| - Al Pacino jako Jack Kevorkian ve filmu Doktor Smrt (HBO) - Jeff Bridges jako Jon Katz ve filmu Psí rok (HBO) - Ian McKellen jako číslo dvě ve filmu Vězeň (AMC) - Dennis Quaid jako Bill Clinton ve filmu Zvláštní vztahy (HBO) - Michael Sheen jako Tony Blair ve filmu Zvláštní vztahy (HBO) | - Claire Danesová jako Temple Grandin ve filmu Temple Grandinová (HBO) - Joan Allen jako Georgia O’Keeffe ve filmu Georgia O’Keeffeová (Lifetime) - Hope Davis jako Hillary Clinton ve filmu Zvláštní vztahy (HBO) - Judi Dench jako Matilda „Matty" Jenkyns on Return to Cranford (PBS) - Maggie Smith jako Mary Gilbert ve filmu Taková jsem byla (HBO) |

#### Vedlejší role
| Nejlepší herec ve vedlejší roli v komediálním seriálu | Nejlepší herečka ve vedlejší roli v komediálním seriálu |
| --- | --- |
| - Eric Stonestreet jako Cameron Tucker v seriálu Taková moderní rodinka (Epizoda: „Fizbo") (ABC) - Ty Burrell jako Phil Dunphy v seriálu Taková moderní rodinka (Epizoda: „Up All Night") (ABC) - Chris Colfer jako Kurt Hummel v seriálu Glee (Epizoda: „Laryngitis") (Fox) - Jon Cryer jako Alan Harper v seriálu Dva a půl chlapa (Epizoda: „Captain Terry’s Spray-On Hair") (CBS) - Jesse Tyler Ferguson jako Mitchell Pritchett v seriálu Taková moderní rodinka (Epizoda: „Family Portrait") (ABC) - Neil Patrick Harris jako Barney Stinson v seriálu Jak jsem poznal vaši matku (Epizoda: „Girls Versus Suits") (CBS) | - Jane Lynch jako Sue Sylvester v seriálu Glee (Epizoda: „The Power of Madonna") (Fox) - Julie Bowen jako Claire Dunphy v seriálu Taková moderní rodinka (Epizoda: „My Funky Valentine") (ABC) - Jane Krakowski jako Jenna Maroney v seriálu Studio 30 Rock (Epizoda: „Black Light Attack!") (NBC) - Holland Taylor jako Evelyn Harper v seriálu Dva a půl chlapa (Epizoda: „Give Me Your Thumb") (CBS) - Sofía Vergara jako Gloria Delgado-Pritchett v seriálu Taková moderní rodinka (Epizoda: „Not in My House") (ABC) - Kristen Wiigová v několika rolích v pořadu Saturday Night Live (Epizoda: „Host: James Franco") (NBC)               |
| Nejlepší herec ve vedlejší roli v dramatickém seriálu | Nejlepší herečka ve vedlejší roli v dramatickém seriálu |
| - Aaron Paul jako Jesse Pinkman v seriálu Perníkový táta (Epizoda: „Half Measures") (AMC) - Andre Braugher jako Owen Thoreau mladší v seriálu Men of a Certain Age (Epizoda: „Powerless") (TNT) - Michael Emerson jako Ben Linus v seriálu Ztraceni (Epizoda: „Dr. Linus") (ABC) - Terry O’Quinn jako John Locke / Muž v černém v seriálu Ztraceni (Epizoda: „The Substitute") (ABC) - Martin Short jako Leonard Winstone v seriálu Patty Hewes - nebezpečná advokátka (Epizoda: „You Haven’t Replaced Me") (FX) - John Slattery jako Roger Sterling v seriálu Šílenci z Manhattanu (Epizoda: „The Gypsy and the Hobo") (AMC) | - Archie Panjabi jako Kalinda Sharma v seriálu Dobrá manželka (Epizoda: „Hi") (CBS) - Christine Baranski jako Diane Lockhart v seriálu Dobrá manželka (Epizoda: „Bang") (CBS) - Rose Byrne jako Ellen Parsons v seriálu Patty Hewes - nebezpečná advokátka (Epizoda: „Your Secrets Are Safe") (FX) - Sharon Gless jako Madeline Westen v seriálu Status: Nežádoucí (Epizoda: „Devil You Know") (USA) - Christina Hendricks jako Joan Harris v seriálu Šílenci z Manhattanu (Epizoda: „Guy Walks into an Advertising Agency") (AMC) - Elisabeth Mossová jako Peggy Olson v seriálu Šílenci z Manhattanu (Epizoda: „Love Among the Ruins") (AMC) |
| Nejlepší herec ve vedlejší roli v minisérii nebo televizním filmu | Nejlepší herečka ve vedlejší roli v minisérii nebo televizním filmu |
| - David Strathairn jako doktor Carlock ve filmu Temple Grandinová (HBO) - Michael Gambon jako pan Woodhouse ve filmu Slečna Emma (PBS) - John Goodman jako Neal Nicol ve filmu Doktor Smrt (HBO) - Jonathan Pryce jako pan Buxton ve filmu Return to Cranford (PBS) - Patrick Stewart jako Claudius/duch ve filmu Hamlet (PBS) | - Julia Ormond jako Eustacia Grandin ve filmu Temple Grandinová (HBO) - Kathy Bates jako Srdcová královna v seriálu Alice (Syfy) - Catherine O’Hara jako teta Ann ve filmu Temple Grandinová (HBO) - Susan Sarandon jako Janet Good ve filmu Doktor Smrt(HBO) - Brenda Vaccaro jako Margo Janus ve filmu Doktor Smrt(HBO) |

#### Hostující role
| Nejlepší hostující herec v komediálním seriálu | Nejlepší hostující herečka v komediálním seriálu |
| --- | --- |
| - Neil Patrick Harris jako Bryan Ryan v seriálu Glee (Epizoda: „Dream On") (Fox) - Will Arnett jako Devon Banks v seriálu Studio 30 Rock (Epizoda: „Into the Crevass") (NBC) - Jon Hamm jako doktor Drew Baird v seriálu Studio 30 Rock (Epizoda: „Emanuelle Goes to Dinosaur Land") (NBC) - Mike O'Malley jako Burt Hummel v seriálu Glee (Epizoda: „Wheels") (Fox) - Eli Wallach jako Bernard Zimberg v seriálu Sestřička Jackie (Epizoda: „Chicken Soup") (Showtime) - Fred Willard jako Frank Dunphy v seriálu Taková moderní rodinka (Epizoda: „Travels with Scout") (ABC) | - Betty Whiteová v několika rolích v pořadu Saturday Night Live (Epizoda: „Host: Betty Whiteová") (NBC) - Christine Baranski jako doktorka Beverly Hofstadter v seriálu Teorie velkého třesku (Epizoda: „The Maternal Congruence") (CBS) - Kristin Chenoweth jako April Rhodes v seriálu Glee (Epizoda: „The Rhodes Not Taken") (Fox) - Tina Fey v několika rolích v pořadu Saturday Night Live (Epizoda: „Host: Tina Fey") (NBC) - Kathryn Joosten jako Karen McCluskey v seriálu Zoufalé manželky (Epizoda: „The Chase") (ABC) - Jane Lynch jako doktorka Linda Freeman v seriálu Dva a půl chlapa (Epizoda: „818-jklpuzo") (CBS) - Elaine Stritch jako Colleen Donaghy v seriálu Studio 30 Rock (Epizoda: „The Moms") (NBC) |
| Nejlepší hostující herec v dramatickém seriálu | Nejlepší hostující herečka v dramatickém seriálu |
| - John Lithgow jako Arthur Mitchell v seriálu Dexter (Epizoda: „Road Kill") (Showtime) - Dylan Baker jako Colin Sweeney v seriálu Dobrá manželka (Epizoda: „Bad") (CBS) - Beau Bridges jako George Andrews v seriálu Closer (Epizoda: „Make Over") (TNT) - Alan Cumming jako Eli Gold v seriálu Dobrá manželka (Epizoda: „Fleas") (CBS) - Ted Danson jako Arthur Frobisher v seriálu Patty Hewes - nebezpečná advokátka (Epizoda: „The Next One’s Gonna Go in Your Throat") (FX) - Gregory Itzin jako Charles Logan v seriálu 24 hodin (Epizoda: „1:00 p.m. – 2:00 p.m.") (Fox) - Robert Morse jako Bert Cooper v seriálu Šílenci z Manhattanu(Epizoda: „Shut the Door. Have a Seat.") (AMC) | - Ann-Margret jako Rita Wills v seriálu Zákon a pořádek: Útvar pro zvláštní oběti (Epizoda: „Bedtime") (NBC) - Shirley Jones jako Lola Zellman v seriálu Uklízeč (Epizoda: „Does Everybody Have A Drink?") (A&E) - Elizabeth Mitchell jako doktorka Juliet Burke v seriálu Ztraceni (Epizoda: „The End") (ABC) - Mary Kay Place jako Adaleen Grant v seriálu Velká láska (Epizoda: „The Mighty and Strong") (HBO) - Sissy Spacek jako Marilyn Densham v seriálu Velká láska (Epizoda: „End of Days") (HBO) - Lily Tomlin jako Marilyn Tobin v seriálu Patty Hewes - nebezpečná advokátka (Epizoda: „Your Secrets Are Safe") (FX)                                                                                               |

### Moderování
| Nejlepší moderátor soutěžního pořadu |
| --- |
| - Jeff Probst za Kdo přežije (CBS) - Tom Bergeron za Dancing with the Stars (ABC) - Phil Keoghan za The Amazing Race (CBS) - Heidi Klum za Heidi Klum: svět modelingu (Bravo) - Ryan Seacrest za American Idol (Fox) |

### Režie
| Nejlepší režie komediálního seriálu | Nejlepší režie dramatického seriálu |
| --- | --- |
| - Ryan Murphy za seriál Glee (Epizoda: „Pilot") (Fox) - Paris Barclay za seriál Glee (Epizoda: „Na vozíku") (Fox) - Allen Coulter za seriál Sestřička Jackie (Epizoda: „Pilot") (Showtime) - Don Scardino za seriál Studio 30 Rock (Epizoda: „I Do Do") (NBC) - Jason Winer za seriál Taková moderní rodinka (Epizoda: „Pilot") (ABC) | - Steve Shill za seriál Dexter (Epizoda: „The Getaway") (Showtime) - Jack Bender za seriál Ztraceni (Epizoda: „The End") (ABC) - Leslie Linka Glatter za seriál Šílenci z Manhattanu (Epizoda: „Guy Walks into an Advertising Agency") (AMC) - Agnieszka Holland za seriál Treme (Epizoda: „Do You Know What It Means") (HBO) - Michelle MacLaren za seriál Perníkový táta (Epizoda: „One Minute") (AMC) |
| Nejlepší režie zábavného pořadu | Nejlepší režie minisérie, televizního filmu nebo dramatického speciálu |
| - Don Roy King za pořad Saturday Night Live (NBC) - Jerry Foley za pořad Noční show Davida Lettermana (CBS) - Jim Hoskinson za pořad The Colbert Report (Comedy Central) - Allan Kartun za pořad The Tonight Show with Conan O’Brien (NBC) - Chuck O’Neil za pořad The Daily Show with Jon Stewart (Comedy Central)                   | - Mick Jackson za film Temple Grandinová (HBO) - Bob Balaban za film Georgia O’Keeffeová (Lifetime) - Barry Levinson za film Doktor Smrt (HBO) - David Nutter a Jeremy Podeswa za seriál The Pacific (Epizoda: „Iwo Jima") (HBO) - Tim Van Patten za seriál The Pacific (Epizoda: „Okinawa") (HBO) |

### Scénář
| Nejlepší scénář pro komediální seriál | Nejlepší scénář pro dramatický seriál |
| --- | --- |
| - Steven Levitan & Christopher Lloyd za seriál Taková moderní rodinka (Epizoda: „Pilot") (ABC) - Ian Brennan & Brad Falchuk & Ryan Murphy za seriál Glee (Epizoda: „Pilot") (Fox) - Kay Cannon & Tina Fey za seriál Studio 30 Rock (Epizoda: „Lee Marvin vs. Derek Jeter") (NBC) - Greg Daniels & Mindy Kaling za seriál Kancl (Epizoda: „Niagara") (NBC) - Matt Hubbard za seriál Studio 30 Rock (Epizoda: „Anna Howard Shaw Day") (NBC) | - Erin Levy & Matthew Weiner za seriál Šílenci z Manhattanu (Epizoda: „Shut the Door. Have a Seat.") (AMC) - Carlton Cuse & Damon Lindelof za seriál Ztraceni (Epizoda: „The End") (ABC) - Rolin Jones za seriál Světla páteční noci (Epizoda: „The Son") (NBC / The 101 Network) - Michelle King & Robert King za seriál Dobrá manželka (Epizoda: „Pilot") (CBS) - Robin Veith & Matthew Weiner za seriál Šílenci z Manhattanu (Epizoda: „Guy Walks into an Advertising Agency") (AMC) |
| Nejlepší scénář pro zábavný pořad | Nejlepší scénář pro minisérii, televizní film nebo dramatický speciál |
| - The Colbert Report (Comedy Central) - The Daily Show with Jon Stewart (Comedy Central) - Real Time with Bill Maher (HBO) - Saturday Night Live (NBC) - The Tonight Show with Conan O'Brien (NBC) | - Adam Mazer za film Doktor Smrt - Michelle Ashford & Robert Schenkkan za seriál The Pacific (Epizoda: „Iwo Jima") (HBO) - William Merritt Johnson & Christopher Monger za film 'Temple Grandinová (HBO) - Bruce C. McKenna & Robert Schenkkan za seriál The Pacific (Epizoda: „Home") (HBO) - Peter Morgan za film Zvláštní vztahy (HBO) |

## Předávající
V tomto ročníku ceny předali následující herci:
- Ann-Margret
- Will Arnett
- Stephen Colbert
- Claire Danesová
- Ted Danson
- Emily Deschanelová
- Edie Falco
- Tina Fey
- Nathan Fillion
- Laurence Fishburne
- Ricky Gervais
- Lauren Graham
- Jon Hamm
- Mariska Hargitay
- Neil Patrick Harris
- January Jones
- John Krasinski
- Boris Kodjoe
- John Lithgow
- LL Cool J
- Eva Longoria
- Julianna Margulies
- Gugu Mbatha-Raw
- Joel McHale
- Christopher Meloni
- Matthew Morrison
- Stephen Moyer
- Anna Paquin
- Jim Parsons
- Matthew Perry
- Jeff Probst
- Keri Russell
- Tom Selleck
- Alexander Skarsgård
- Maura Tierney
- Blair Underwood
- Sofía Vergara
- Betty Whiteová